# Becca di Vlou
La Becca di Vlou (pron. fr. AFI: [vlu]; in töitschu e ufficialmente Vluhuare - 3.032 m s.l.m.) è una montagna dei Contrafforti valdostani del Monte Rosa nelle Alpi Pennine. Si trova in Valle d'Aosta.

## Caratteristiche

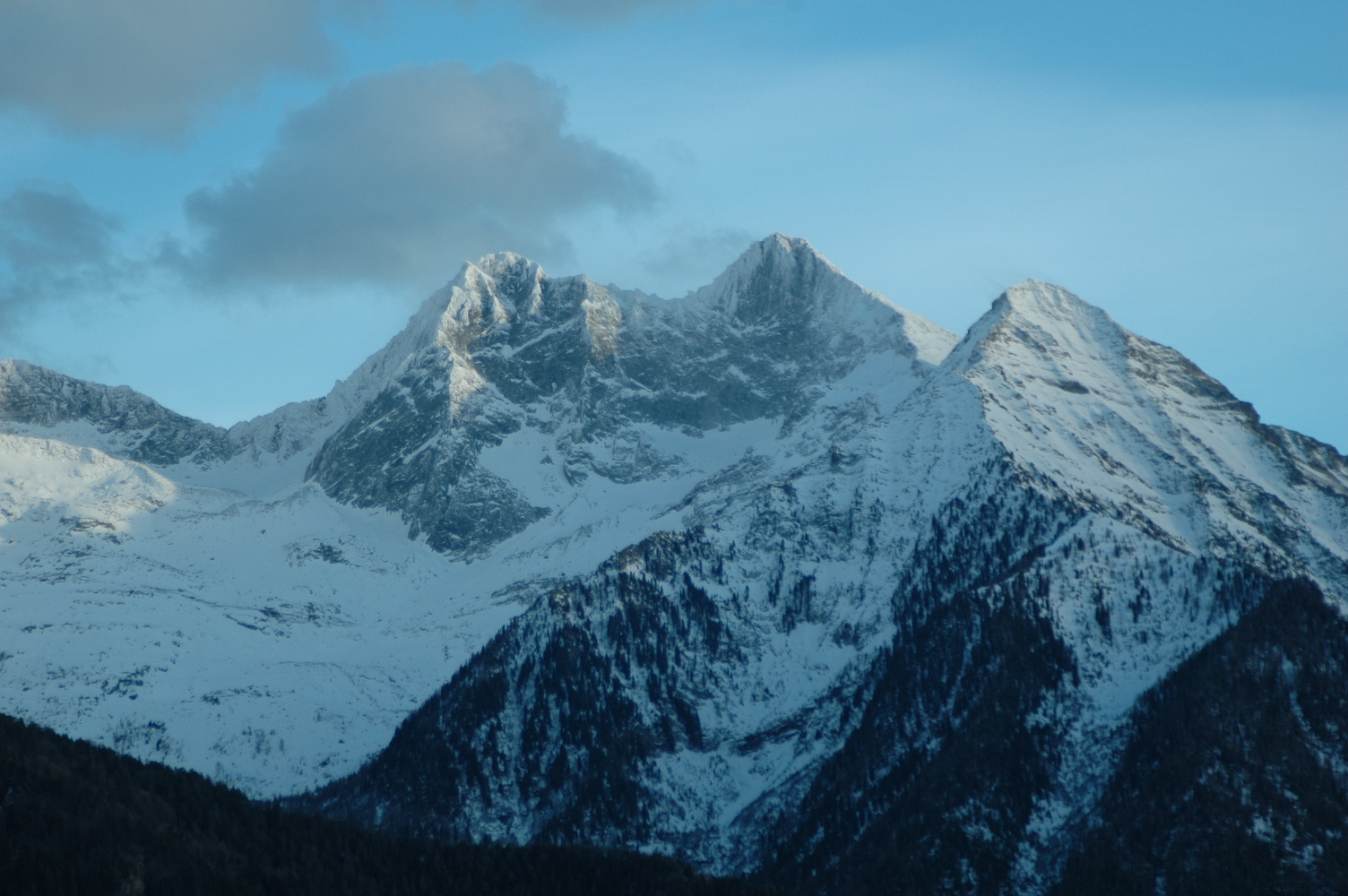
Le Dames de Challand innevate.

La montagna con la Becca Torché è una delle due montagne definite come le Dames de Challand. Le due vette sono particolarmente visibili risalendo la bassa Valle d'Aosta e prendono il nome da Challand-Saint-Victor e da Challand-Saint-Anselme, comuni situati ai loro piedi.

## Salita alla vetta
La montagna a differenza della sua gemella non è di facile accesso e le vie di salita hanno tutte carattere alpinistico.